# Karl May
Karl Friedrich May (sau Carl Friedrich May)  (n. 25 februarie 1842, Hohenstein-Ernstthal, Saxonia, Germania – d. 30 martie 1912, Radebeul, Saxonia, Germania) a fost, timp de decenii, unul dintre scriitorii germani cei mai productivi și mai citiți, fiind cunoscut pentru romanele sale de aventuri. Mai cunoscute sunt romanele sale cu povestiri de călătorie din orient sau de pe teritoriul SUA și al Mexicului. O mare parte din operele sale au fost ecranizate, sau adaptate pentru piese de teatru.

## Biografia
Karl May provine dintr-o familie săracă de țesători, fiind al cincilea fiu dintr-o familie cu 14 copii, din care nouă mor la câteva luni după naștere. În anul 1844, probabil dintr-o carență de vitamina A, copilul contractează o hemeralopie, boală care, cu timpul, se va înrăutăți, ajungând, după spusele scriitorului la o „orbire funcțională”, care va fi tratată cu succes la vârsta de cinci ani.

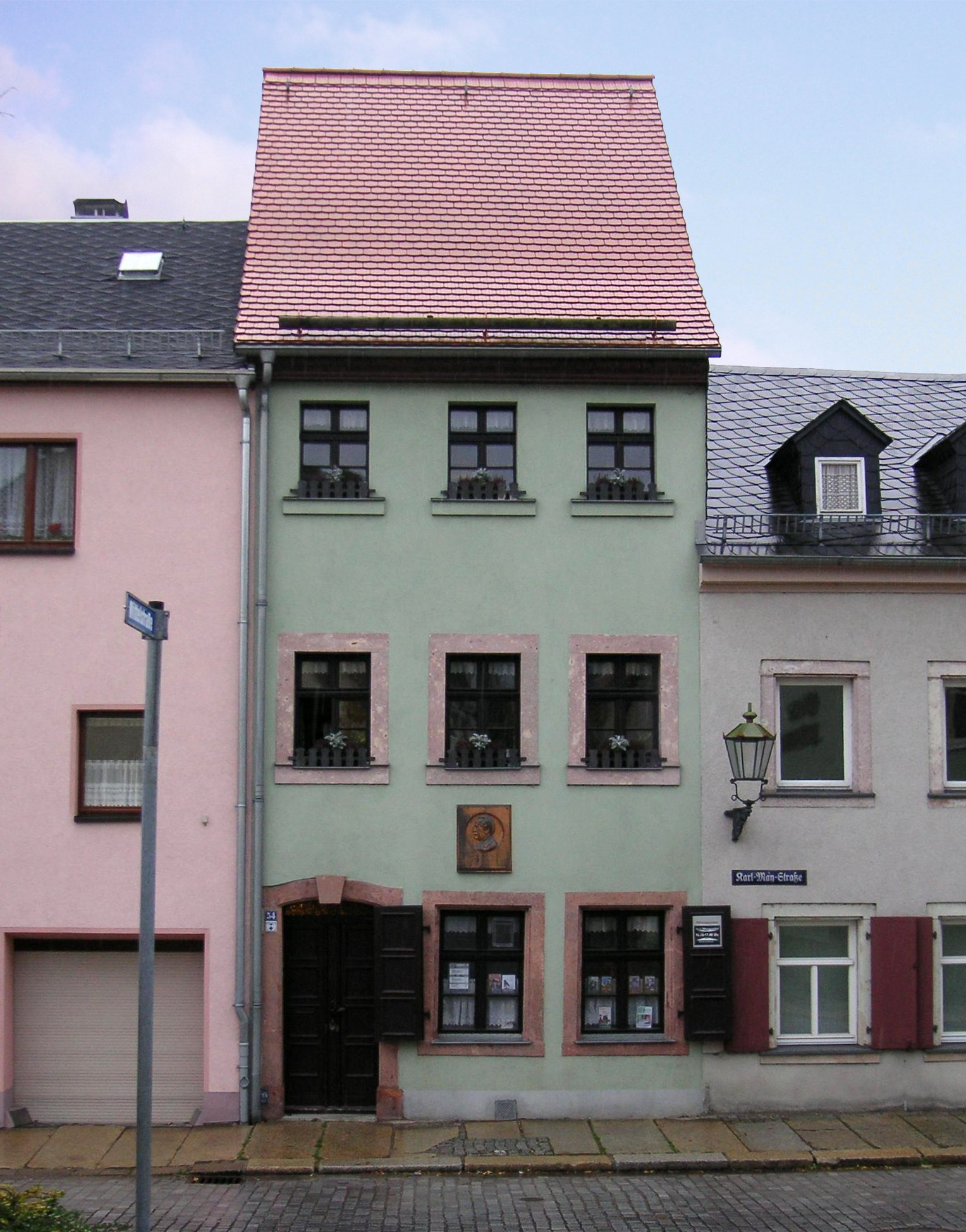
Casa din Hohenstein-Ernstthal în care s-a născut Karl May

Fiind un tânăr plin de fantezie, este sprijinit încă din școală să urmeze un curs privat de muzică. Din anul 1856 studiază la seminarul pedagogic din Waldenburg (Saxonia), de unde este exmatriculat în anul 1859, din cauza sustragerii (furtului) a șase lumânări. În urma iertării păcatului său, i se admite urmarea cursului de la seminarul pedagogic din Plauen (Saxonia), curs pe care este nevoit să-l părăsească definitiv după câteva zile, fiind reclamat că ar fi sustras ceasul de buzunar al unui coleg, fiindu-i interzis de a mai urma un seminar.
În următorii doi ani duce o viață grea, din punct de vedere financiar, străduindu-se să-și câștige existența pe căi legale. Astfel, el va acorda consultații private, va scrie narațiuni, va compune unele piese muzicale și va recita (declama) poezii.
Aceste ocupații nu i-au asigurat nevoile existențiale. Ca urmare, a fost nevoit să recurgă la furturi, înșelăciuni, prezentându-se ca o persoană de vază, ceea ce face să fie urmărit de poliție. În anul 1865 este condamnat la 4 ani de detenție și a fost pus să lucreze în „casa săracilor”. După obținerea libertății, eșuează toate încercările sale de a-și câștiga existența pe o cale cinstită, fiind nevoit din nou să recurgă la furt și înșelătorii, de multe ori eforturile mari erau răsplătite cu o pradă de valoare mică.
În 1870 este arestat în Niederalgersdorf, Boemia pentru vagabondaj și după identificarea lui predat autorităților din Saxonia, unde va sta între anii 1870 și 1874 în penitenciarul din Waldheim. În anul 1874, când se poate întoarce în casa părintească, începe să scrie în noiembrie Die Rose von Ernstthal (Trandafirul din Ernstthal). În anul 1879 primește o ofertă de la un cotidian catolic din Regensburg de a-și publica povestirile sale mai întâi la ei.
Cinci ani mai târziu, în 1879, la Stollberg (Saxonia) este arestat timp de 5 zile pentru încercarea de înșelare a autorităților, prin declararea unei identități false. După căsătoria cu Emma Pollmer, în anul 1880, începe o viață normală, scriind cărțile care i-au adus succesul.

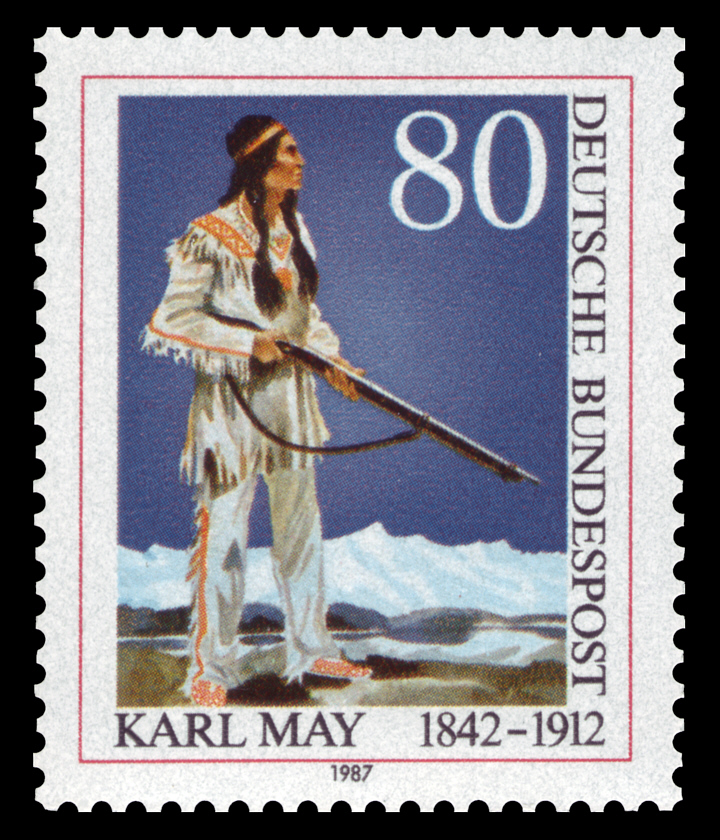
Winnetou pe un timbru din Germania

Karl May începe în anul 1880 cu povestirile din "Orientzyklus" (Ciclul Orient) ce durează, cu mici întreruperi, până în anul 1888. În paralel, scrie și pentru alte ziare cotidiene, în afară de cel din Regensburg, folosind pseudonime diferite, pentru ca textele sale să fie onorate de mai multe ori. Până la moartea sa, a scris peste o sută de povestiri seriale în diferite cotidiene ca Deutschen Hausschatz, Der Gute Kamerad, Kolportage, până ce va întâlni în 1892 pe editorul Friedrich Ernst Fehsenfeld (1853-1933) care îi propune prezentarea narațiunilor sale în cărți. Astfel va apărea Karl May’s Gesammelte Reiseromane (Culegerea de romane de călătorie a lui Karl May), încununată de succes. Printre cele mai renumite volume se numără Old-Shatterhand-Legende (Legenda lui Old Shatterhand) unde apare figura indianului apaș Winnetou.
În anii următori, autorul primește nenumărate scrisori de la cititori și începe o serie de călătorii, încheind contracte în Germania și Austria. Devenind tot mai popular, scriitorul se mută în Villa Shatterhand din Radebeul (Saxonia), în care astăzi funcționează Muzeul Karl May.
În anii 1899/1900, scriitorul întreprinde călătorii în Orient, unde o cunoaște pe Klara Plöhn, ajungând până în Sumatra, unde a scris un jurnal de călătorie, din care s-au păstrat numai fragmente la Klara, a doua soție a lui May. În ultimii ani de viață, scriitorul are faze de depresiuni nervoase și halucinații.
La data de 9 decembrie 1902 Karl May primește la Universitas Germană-Americană din Chicago titlul de „Doctor honoris causa” pentru operele din seria de povestiri Im Reiche des Silbernen Löwen, scriitorul fiind bănuit de istoricul literar Cristian Heermann că ar fi organizat această înscenare prin soția sa Klara Plöhn. Aceasta polemică, procesele și problemele familiale (moartea soției) ar fi dus la data de 30 martie 1912 la o moarte prematură a scriitorului, cauzată de o „Herzparalyse, akute Bronchitis, Asthma“ (paralizie cardiacă cu o bronșită acută astmatică).

## Opere netraduse în limba română
- Durch die Wüste (1892)  (Prin deșert)
- Orangen und Datteln (1893),  (Portocale și curmale)
- Sand des Verderbens (Nisipul distrugător)
- Am Stillen Ocean (1894) (În liniștea oceanului)
- Am Rio de la Plata (1894) (Rio de la Plata)
- Menschenjäger, (Vânătorii de capete)
- Der Mahdi (Mahdi)
- Im Sudan (În Sudan)
- Old Surehand III (1897);
- Old Surehand IV;
- Die Felsenburg, Krüger (Felsenburg)
- Auf fremden Pfaden (1897) (Pe poteci străine)
- „Weihnacht!“ (1897) (Crăciunul)
- Am Jenseits (1899) (Pe lumea cealaltă)
- Das versteinerte Gebet (Rugăciunea împietrită)
- Und Friede auf Erden! (1904) (Pace pe pământ)

## Opere traduse în limba română
- „Winetou”, vol. I - „Omul preriilor”, (traducere de Ion Gorun, Editura Ig. Hertz, Bucuresti, 1935)

- „Winetou”, vol. II - „Comoara din munții Stâncoși”, (Editura Ig. Hertz, Bucuresti, 1935)

- „Winnetou”, vol. III-IV, (traducere de Ștefan X. Ionescu, Editura Cartea Tinerimei, Imprimeriile "Curentul" S.A.R., 1941-1942)

- „Printre vulturi. Fiul Vânătorului de Urși”, (traducere de Elena Dărmănescu, Editura Naționala Gh. Mecu, București, 1943)

- „Printre vulturi. Năluca din Llano Estacado”, (traducere de Elena Dărmănescu, Editura Naționala Gh. Mecu, București, 1943)

- "Prințul Petrolului"

- „Aventuri în deșertul sălbatic” ("De la Bagdad la Istanbul")

- „Dervișul”, (traducere de Josefina Schiefer, Editura Remus Cioflec, București, 1944)

- „Insula giuvaerurilor”, +traducere de Josefina Schiefer, Editura Contemporană, București, ~1944)

- „Tainele Orientului”, (traducere de C. Constantinescu, Editura Fortuna, ~1944)

- „În țara diavolului”, (traducere de C. Constantinescu, Editura Fortuna, ~1944)

- „Aventuri în Turkestan”, (traducere de C. Constantinescu, Editura Fortuna, ~1944)

- „Caravana sfântă” ("Todeskarawane"), traducere de N. Rădulescu, Editura Cosmopolitană, București, ~1944

- „Corcitura”, (traducere de G. N., Editura Gorjan, București, ~1944)

- „În mâna tuaregilor” ("Beduinii"), Editura Orfeu, 1944

- „Foc în West!..”, Editura Podeanu

- „Tainele Tibetului” ("În Țara Leului de Argint"), Editura Omnia, București

- „Canada Bill” ("Canada Bill" și "Das Ende von Cagliostro"), traducere de Ștefan Ionescu, Editura Danubiu, București, f.a.

- Comoara din Lacul de Argint, traducere de Mariana Șora, Editura Tineretului, București, 1969, Colecția Cutezătorii

- Testamentul incașului, traducere de Eugen Frunză, Editura Albatros, București, 1971, Colecția Cutezătorii

- Old Surehand, traducere de Tudora Petcu-Bondoc și Alexandru Bondoc, prefață de Ion Roman, tabel cronologic de Alexandru Bondoc, 4 volume, Editura Minerva, București, 1975

- Caravana de sclavi - aventuri sudaneze, traducere de Gabriela Tabarcea, Editura "RA", București, 1991

- „Caravana sfântă”, Editura Gabriela, București, 1992

- „Valea morții”, traducere de Paul Lampert, Editura Arc, București, 1993

În colecția Karl May - Opere ale Editurilor Eden și Pallas:
- „Castelul Rodriganda” (din ciclul "De pe tron la eșafod"), Editura Pallas, București, 1994, volumul 1 al colecției
- „Piramida Zeului Soare” (din ciclul "De pe tron la eșafod"), Editura Pallas, București, 1994, volumul 2 al colecției
- „Benito Juarez” (din ciclul "De pe tron la eșafod"), Editura Pallas, București, 1994, volumul 3 al colecției
- „Plisc-de-uliu” (din ciclul "De pe tron la eșafod"), Editura Pallas, București, 1994, volumul 4 al colecției
- „Moartea împăratului” (din ciclul "De pe tron la eșafod"), Editura Pallas, București, 1994, volumul 5 al colecției
- Comoara din Lacul de Argint, Editura Pallas, București, 1995, volumul 6 al colecției
- „Slujitorii morții” ("Die Sklavenkarawane"), Editura Eden, București, 1995, volumul 7 al colecției
- „Capcana” ("Satan und Ischariot", vol. 1), traducere îmbunătățită de Gheorghe Doru, Editura Pallas, București, 1995, volumul 8 al colecției
- „Omul cu 12 degete” ("Satan und Ischariot", vol. 2), Editura Pallas, București, 1995, volumul 9 al colecției
- „Răzbunarea” ("Satan und Ischariot", vol. 3), Editura Eden, București, 1995, volumul 10 al colecției
- Leul răzbunării (din ciclul "Im Reiche des silbernen Löwen"), traducere de Lia Hârsu verificată de Gheorghe Doru, Editura Pallas, București, 1995, volumul 11 al colecției
- „La Turnul Babel” (din ciclul "Im Reiche des silbernen Löwen"), Editura Pallas, București, 1995, volumul 12 al colecției
- „Sub aripa morții” (din ciclul "Im Reiche des silbernen Löwen"),  traducere de Lia Hârsu verificată de Gheorghe Doru, Editura Pallas, București, 1995, volumul 13 al colecției
- „Prăbușirea” (din ciclul "Im Reiche des silbernen Löwen"),  traducere de Lia Hârsu verificată de Gheorghe Doru,  Editura Pallas, București, 1995, volumul 14 al colecției
- „Cacealmaua” ("Der Ölprinz"), traducere de Lia Hârsu, corectată de Gheorghe Doru, Editura Eden, București, 1996, volumul 15 al colecției
- Testamentul incasului, Editura Eden, București, 1996, volumul 16 al colecției
- Pirat și corsar ("Auf der See gefangen" și "Robert Sourcouf"; alte titluri folosite: Kapitän Kaiman; Der Kaperkapitän), traducere de Gheorghe Doru și Editura Eden, București, 1996, volumul 17 al colecției
- Mustangul Negru (Der schwarze Mustang; "Three carde monte"; "Unter der Windhose"; "Der Phahlmann"), "Mustangul Negru" traducere de G. N. corectată de Gheorghe Doru; cele 3 povestiri traducere de Gheorghe Doru, Editura Pallas, București, 1996, volumul 18 al colecției
- Dervișul, Editura Pallas, București, 1996, volumul 19 al colecției
- Valea morții (Im Tal des Todes), traducere de Paul Lampert, Editura Pallas, București, 1996, volumul 20 al colecției
- „Vânătorul de samuri” ("Zobeljäger und Kosak"), traducere de Mirela Matei și Georgeta Costescu, Editura Pallas, București, 1996, volumul 21 al colecției
- „Winnetou”, Editura Eden, București, 1996, volumul 22 al colecției
- „Pe viață și pe moarte”, Editura Eden, București, 1996, volumul 23 al colecției
- „Testamentul lui Winnetou”, Editura Eden, București, 1996, volumul 24 al colecției
- „Old Surehand”, Editura Pallas, București, 1996, volumul 25 al colecției
- „Taina lui Old Surehand”, Editura Pallas, București, 1996, volumul 26 al colecției
- „Secretul țigăncii” ("Zepter und Hammer"), traducere de Mirela Matei, Editura Eden, București, 1997, volumul 27 al colecției
- „Insula giuvaierurilor”, Editura Eden, București, 1997, volumul 28 al colecției
- „În țara mahdiului”, Editura Pallas, București, 1997, volumul 29 al colecției
- „Lacrimi și sânge”, Editura Pallas, București, 1997, volumul 30 al colecției
- „Ultima vânătoare de sclavi”, Editura Pallas, București, 1997, volumul 31 al colecției
- „Vulturii deșertului” ("Die Helden des Westens"; Band 1: "Der Sohn des Bärenjägers"; Band 2: "Der Geist des Llano Estacado"), traducere de Elena Dărmănescu; adaptare Nedeea Burcă, Editura Eden, București, 1997, volumul 32 al colecției
- „Prin deșert și harem”, volumul 33 al colecției
- Prin Kurdistanul sălbatic, volumul 34 al colecției
- De la Bagdad la Stambul (Von Bagdad nach Stambul), adaptare de Dinu Teodor Constantinescu, Editura Pallas, București, 1998, volumul 35 al colecției
- Prin văgăunile Balcanilor (In den Schluchten von Balkan), traducere de Georgeta Costescu, volumul 36 al colecției
- În țara schipetarilor (Durch das Land der Skipetaren), traducere de Georgeta Costescu, Editura Eden, București, 1998, volumul 37 al colecției
- Schut - căpetenia tâlharilor, volumul 38 al colecției
- „Ultima iubire a lui Napoleon”, volumul 39, 1998
- „Răzbunătorii”, volumul 40 al colecției, 1998
- „Căpitanul gărzii imperiale”, volumul 41 al colecției, 1999
- „Nelegiuitul”, volumul 42 al colecției, 1999
- „Glasul sângelui”, volumul 43 al colecției, 1999

Alte edituri:
- Testamentul incașului, Editura Corint, traducere de Roland Schenn, Bucuresti, 2005